# Musée de l'occupation soviétique de Tbilissi
Pour les articles homonymes, voir Musée de l'occupation soviétique.
Le Musée de l'occupation soviétique (en géorgien: საბჭოთა ოკუპაციის მუზეუმი, sabch'ot'a okupats'iis muzeumi) est un musée d'histoire à Tbilissi, en Géorgie, documentant les sept décennies de la domination soviétique en Géorgie (de 1921 à 1991) et consacré à l'histoire de l'anti-occupation, du mouvement de libération nationale de la Géorgie ainsi qu'aux victimes des répressions politiques soviétiques tout au long de cette période. Il a été créé le 26 mai 2006. Le musée fait partie du Musée national géorgien.

## Présentation

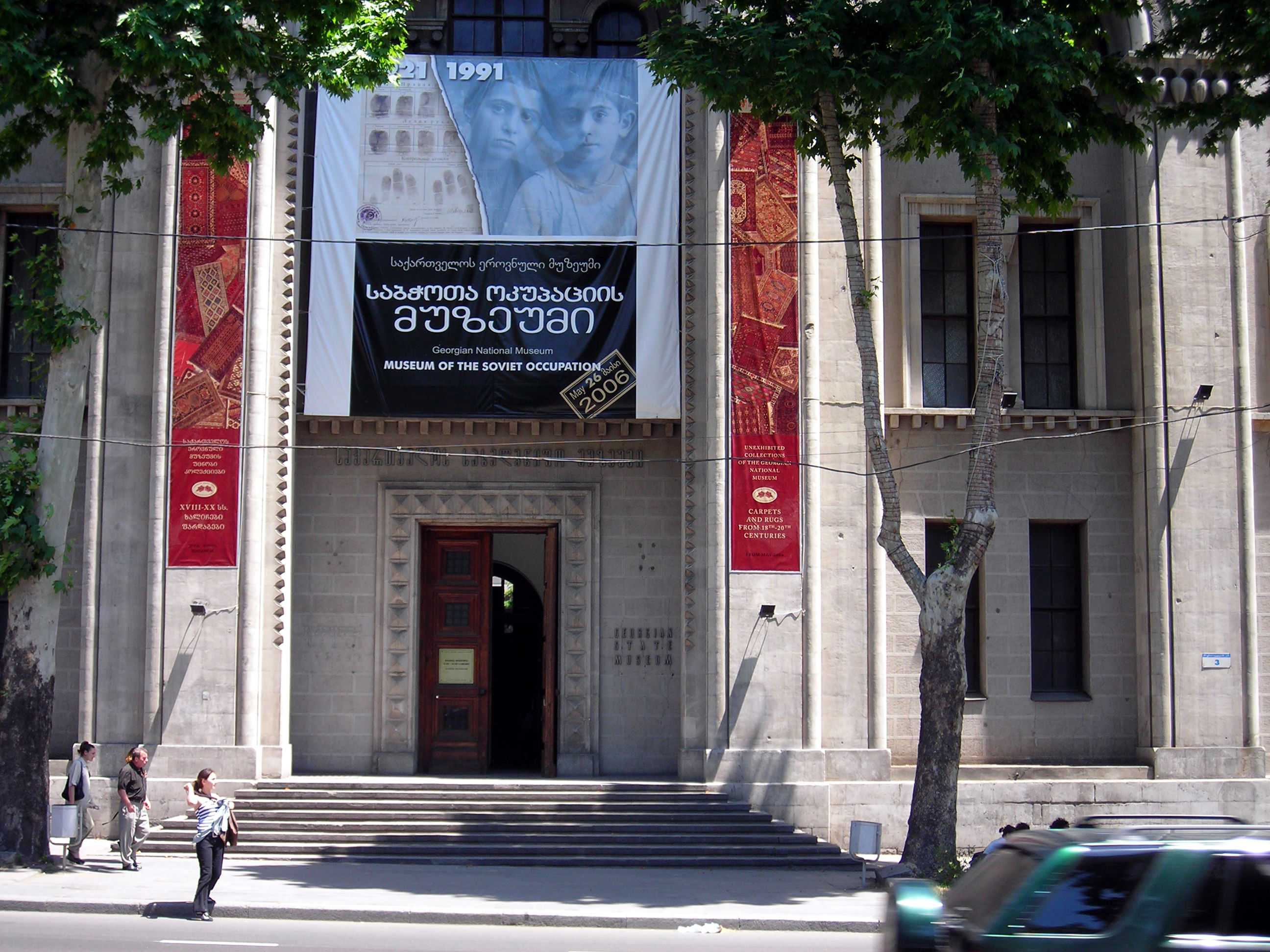
Musée de l'occupation soviétique sur l'avenue Rustaveli à Tbilissi

Le musée est situé sur l'avenue Roustavéli, l'artère principale de Tbilissi, et est administré par le musée national géorgien. En tant que troisième musée du genre dans les états post-soviétiques, il a été inspiré, au moins partiellement, par les exemples similaires situés à Tallinn (en Estonie) et à Riga (en Lettonie). Il a été inauguré dans le cadre de la célébration du jour de l'indépendance (en) de la Géorgie le 26 mai 2006,. Le financement initial était principalement assuré par le Fonds présidentiel, une source de revenus extrabudgétaires contrôlée par l'administration du Président de la Géorgie. La surface totale du musée est de 700 m² et le nombre d'objets exposés dépasse les 3 000.
Le Musée de l'occupation soviétique est une exposition permanente présentant des documents d'archives, des photos et des vidéos qui suivent la chronologie de l'histoire de la Géorgie, de la brève indépendance entre 1918 et 1921, de la répression de l'armée soviétique contre le rassemblement indépendantiste en 1989 et la déclaration de l'indépendance de la Géorgie en 1991. D'autres expositions comprennent des protocoles d'examens de dissidents, des ordres de tuer ou d'exiler, des dossiers personnels des personnes réprimées, des objets provenant de cellules de prison de l'époque soviétique. Outre les réserves d’archives de la sécurité soviétique (KGB) et du Parti communiste, qui ont survécu à l'évacuation de Géorgie après la dissolution de l’Union soviétique, de nombreux documents et matériels visuels ont été fournis par plusieurs organisations publiques et les familles des dissidents. Le musée publie des collections thématiques et invite régulièrement des historiens à donner des conférences publiques sur l’histoire de la Géorgie au XXe siècle,,. Entre 2006 et 2008, le directeur du musée était David Tskhadadze, depuis décembre 2008, le musée est géré par le Dr Levan Urushadze.

## Réactions
Le symbolisme et le moment de l’ouverture du musée irritent plusieurs politiciens en Russie, qui dénoncent le musée comme une "propagande purement nationaliste". Le président de la Russie Vladimir Poutine se plaint à son homologue géorgien, Mikheil Saakachvili, lors de leur réunion à Saint-Pétersbourg en juin 2006, soulignant que de nombreux dirigeants soviétiques tels que Joseph Staline et Lavrenti Beria venaient de Géorgie. Selon une source du gouvernement géorgien, la réponse de Saakachvili est alors de suggérer d’offrir des fonds à la Russie pour ouvrir un musée de l’occupation géorgienne à Moscou. Plus tard, Saakachvili affirme que le musée n'est dirigé contre personne : "c'est un musée de l'occupation soviétique, pas d'une occupation russe de la Géorgie ... Si quelqu'un, quelque part, à un certain niveau, prend cela personnellement, c'est leur problème et pas la nôtre",.
En mars 2007, le musée est visité par le président ukrainien Viktor Iouchtchenko qui suggère d'ouvrir un musée similaire en Ukraine.